# プレソーラー粒子

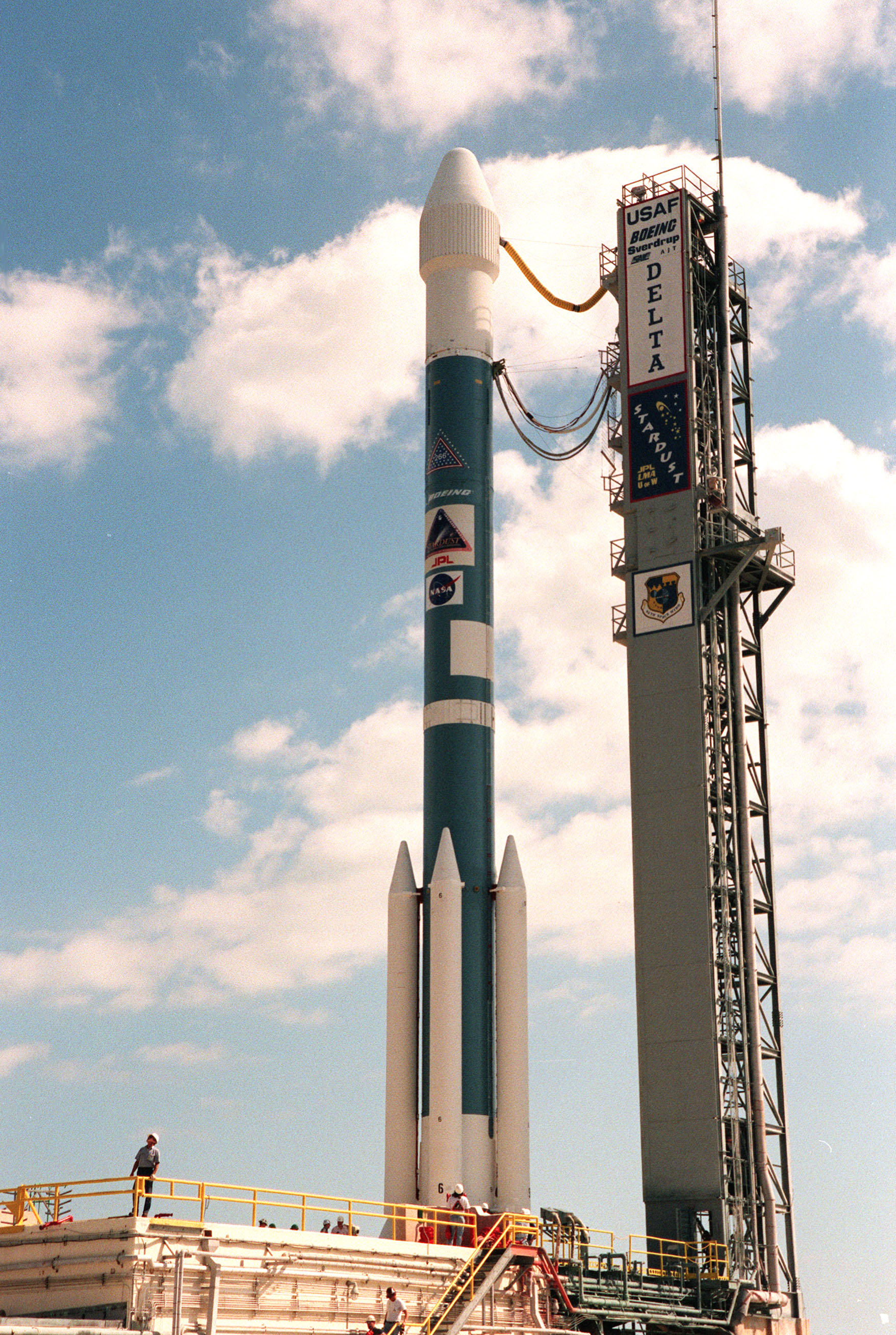
スターダストを搭載して打ち上げを待つボーイングデルタIIロケット。 スターダストは2004年1月にヴィルト第2彗星と近接遭遇し、太陽系外の星間粒子を含む星間塵も収集した。

プレソーラー粒子またはプレソーラーグレイン (Presolar grains) とは、 太陽が形成される前の時代に形成された小さな固体粒子状の星間物質のこと。太陽が生まれる以前にあった恒星から流出し冷却されたガスの中で形成された。 
太陽系形成以前の恒星で起きた恒星内元素合成は、太陽系や天の川銀河平均とは異なる、その親星に固有の同位体組成をそれぞれの粒子に与える。 これらの同位体組成は、親星の中で起こった非常に特異な天体物理学的な核過程を示すものであり、親星の起源を証明する。 

## 歴史
1960年代、始原的隕石の中の希ガスのネオンとキセノンが異常な同位体比を持っていることが発見されたが、その起源やそれらを含む物質の種類は謎のままであった。これらは、 質量分析計内で隕石のバルクサンプルを気化させ、含有物として閉じ込められたごく少量の希ガスの同位体の相対的な存在量をカウントすることによって発見された。 1970年代には、同様の実験により、閉じ込められたキセノンの同位体の成分がより多く発見された。キセノン同位体成分の起源についての仮説が争われたものの、そのすべてが「初期の均質な原始太陽系ガス雲の中でのプロセスによって生成されたものである」という既存のパラダイムの範囲内で作られた。 
1970年代に、Donald D. Claytonが「太陽系は一様な高温ガスから始まった」という隕石学者の間で一般的に支持されていた考え方を否定したことで、解釈のための新たな理論的枠組みが生まれた。彼は、様々なタイプの星からの質量放出される間に熱的に凝縮した星間粒子の中には、風変わりだが予測可能な同位体組成が見られるであろう、と予測した。彼は、このような星間粒子は星間物質全体に存在していると主張した。このアイデアを初めて用いた1975年のClaytonの論文は、消滅放射性核種と見なされていたネオンとキセノンの放射性同位体が豊富な超新星粒子が含まれた星間物質を描いたものであった。Claytonは、発見される可能性のあるプレソーラー粒子の種類をいくつか定義した。赤色巨星からの星間塵、超新星からのsunocons（SUperNOva CONdensatesのアクロニム）、冷たい星雲のガス状の原子や分子の降着による星雲凝縮からの nebcons および新星凝縮からnovacons などである 。 この描像の活発で継続的な進展にもかかわらず、Claytonの提案は、隕石の中にそのような粒子が発見されるまでの10年間、他の研究者から支持されなかった。 
隕石の中に星間塵が存在することを明らかにした最初の研究は、シカゴのEdward Andersの研究室で行われた。彼は、従来の質量分析法を用いて、隕石のバルクが酸に溶解した後に残った酸不溶性の炭素質残留物に含まれるキセノン同位体の量が、赤色巨星由来の星間塵のキセノン同位体の予測値とほぼ正確に一致することを発見した。その結果、アンダースの酸不溶性残留物の中に星間塵の粒子が含まれていることは間違いないと考えられた。実際の星間塵の粒子を見つけ出して記録することは、その粒子を見つけ、その同位体が赤色巨星の中のものと一致していることを示すことを必要とする、より困難な課題であった。その後、これらのキセノン担体の個々の粒子を分離するため、10年間にわたる激しい実験的調査が行われた。しかし、星間塵を発見するために本当に必要だったのは、1つの粒子内のより少ない原子を測定できる新しいタイプの質量分析計であった。スパッタリングイオンプローブは、そのような装置を実証するために、いくつかの研究室で追求されてきた。しかし、当時のイオンプローブは技術的にはるかに優れたものでなければならなかった。 
1987年には、ダイヤモンド粒子と炭化ケイ素粒子が同じ酸不溶性残留物に豊富に存在し、高濃度の希ガスを含んでいることが判明した。 さらに、二次イオン質量分析法 (secondary ion mass spectrometry, SIMS) の改善により、これらの粒子の化学構造の中に含まれる重要な同位体異常が測定された。改良されたSIMS実験の結果、各炭化ケイ素粒子のケイ素同位体比は、太陽の同位体比ではなく、ある種の赤色巨星で予想される同位体比であることが明らかとなった。 このことから、星間塵の発見は1987年に遡ることとなる 。微細な星間塵の粒子に含まれるケイ素などの構造元素の同位体比を測定するには、次の2つの困難な技術的・科学的ステップが必要であった。1）ミクロンサイズの星間塵粒子を隕石の圧倒的な質量の中から見つけること　2）ミクロンサイズの星間塵粒子の同位体比を測定するために十分なレベルのSIMS技術を開発すること。 エルンスト・ツィナーは、微視的な粒子へのSIMS応用の第一人者となり、歴史的な称賛を得た。 
2020年1月、1969年にオーストラリアで発見されたマーチソン隕石の分析の結果、地球誕生の46億年前よりも古い、50 - 70億年前に星間塵が形成されたことが明らかとなり、この隕石とその星間塵は、地球上でこれまでに発見された最も古い固体物質となった。 

## 隕石内部
プレソーラー粒子は、太陽が形成される前の星間ガスに含まれていた固体物質である。 星間塵の成分は、その異常な同位体比から実験室で識別でき、原始太陽系星雲の崩壊とそれに続く微惑星の形成を生き延びた難揮発性物質で構成されている。 
隕石の研究者の間では、「プレソーラー粒子」という用語は隕石に含まれるプレソーラー粒子のことを指すようになった。 他の多くの種類の宇宙塵は、隕石からは検出されていない。プレソーラー星間塵粒子は、隕石に含まれる粒子状物質の総質量の約0.1％を占めるに過ぎない。 このような粒子は、原始コンドライトのような隕石の微細な石基に含まれる同位体組成的に区別される物質である。 隕石との同位体比の違いから、太陽系に先んじて作られたと考えられている。 これらのクラスターの結晶化度は、マイクロメートルサイズの炭化ケイ素結晶（最大1013原子）から、ナノメートルサイズのダイヤモンド（約1000原子）、さらに100原子未満の非層状グラフェン結晶までさまざまである。難揮発性粒子は、 超新星や赤色巨星のゆっくりと冷却された膨張ガスの中で熱的に凝縮することで、鉱物構造を成すに至った。 

## 特徴
プレソーラー粒子は、走査型または透過型電子顕微鏡 （SEM/TEM）、質量分析法（希ガス質量分析法、共鳴イオン化質量分析法（RIMS）、 二次イオン質量分析 （SIMS、NanoSIMS））を使用して調査される。 ダイヤモンドからなるプレソーラー粒子のサイズは数ナノメートルしかないため、ナノダイヤモンドと呼ばれる。 ナノダイヤモンドはサイズが小さいため、調査が難しく、最初に発見されたプレソーラー粒子の1つでありながら、ほとんど知られていない。 他のプレソーラー粒子の典型的なサイズはマイクロメートルの範囲である。 
これまでに次の鉱物で構成されるプレソーラー粒子が確認されている。 
- ダイヤモンド（C）ナノメートルサイズの粒子（直径 2.6 nm）[21]おそらく蒸着によって形成[22]
- グラファイト（C）粒子と陰イオン[23]、非層状グラフェンコアを持つもの[24]
- 炭化ケイ素（SiC）サブマイクロメートルからマイクロメートルのサイズの粒子。 プレソーラー炭化ケイ素は、単一のポリタイプの粒子またはポリタイプの連晶として発生する。
- 炭化チタン（TiC）およびグラファイトおよび炭化ケイ素粒子内のその他の炭化物[25]
- 窒化ケイ素（Si3N4）
- コランダム（Al2O3）[26]
- スピネル（MgAl2O4）[27]
- ヒボナイト（ (Ca, Ce)(Al, Ti, Mg)12O19）[28]
- 酸化チタン （TiO2）
- ケイ酸塩鉱物（かんらん石、輝石）

## 恒星の進化に関する情報
プレソーラー粒子の研究は、元素合成と恒星の進化についての情報を提供する。「r過程」（急速中性子捕獲）およびアルファ反応（アルファ捕獲）タイプの元素合成の同位体特性を持つ粒子は、 超新星爆発モデルの検証に有用である。 
たとえば、一部のプレソーラー粒子（超新星由来）には、カルシウム44が含まれているが、これは通常はカルシウムの存在量の2％程度しか含まれていない安定同位体である。 いくつかのプレソーラー粒子中のカルシウムは主にカルシウム44で構成されており、これはおそらく、超新星爆発前にケイ素28によって4個のα粒子が急速に捕獲された後にSN 1987AのようなII型超新星爆発で大量に生成された消滅放射性核種チタン44の残骸であろう。ただし、チタン44の半減期は59年しかないため、すぐに完全にカルシウム-44に変換されてしまう。また、寿命は長いが消滅核種であるカルシウム41（半減期35万年）とアルミニウム26（半減期73万年）の崩壊生成物も過剰に検出されている。これらの粒子のr過程の同位体異常には、窒素14および酸素18の太陽系内での相対的な過剰と、中性子に富む安定核種カルシウム42とチタン49の過剰も含まれる。 
その他のプレソーラー粒子（漸近巨星分枝星由来）は、銀河系の中で鉄よりも軽い難揮発性元素の大部分を製造した漸近巨星分枝の同位体組成と物理的情報をもたらす。これらの粒子に含まれる元素は、初期の天の川銀河において異なる時期（および場所）で作られたため、集められた粒子のセットは、太陽系形成以前の銀河の形成と進化についての洞察をさらに深めることができる。 
粒子の元素の元素合成に関する情報を提供することに加えて、固体粒子は、それらが凝縮した物理化学的条件、およびそれらの形成後のイベントに関する情報を提供する。たとえば、天の川銀河の炭素の多くを生成している赤色巨星について考えてみる。赤色巨星の大気は、凝縮プロセスが行われるのに十分に冷たく、その結果、固体粒子（炭素などの元素の複数の原子の凝集体）が大気に析出する。これは、高温で原子がより複雑な分子を形成するのに適していない太陽の大気とは異なる。これらの固体の断片は、 放射圧によって星間物質に注入される。 したがって、恒星内元素合成の特徴を持つ粒子は、（i）赤色巨星の大気における凝縮過程、（ii） 星間物質の放射および加熱過程、および（iii）私たちを作っている元素を、銀河を横断して太陽系に運んできた粒子の種類についての情報を提供する。